# Petrogale lateralis
Petrogale lateralis là một loài động vật có vú trong họ Macropodidae, bộ Hai răng cửa. Loài này được Gould mô tả năm 1842.

## Hình ảnh

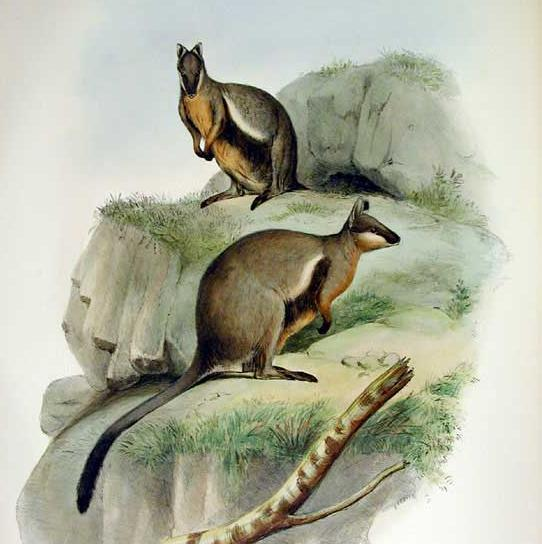
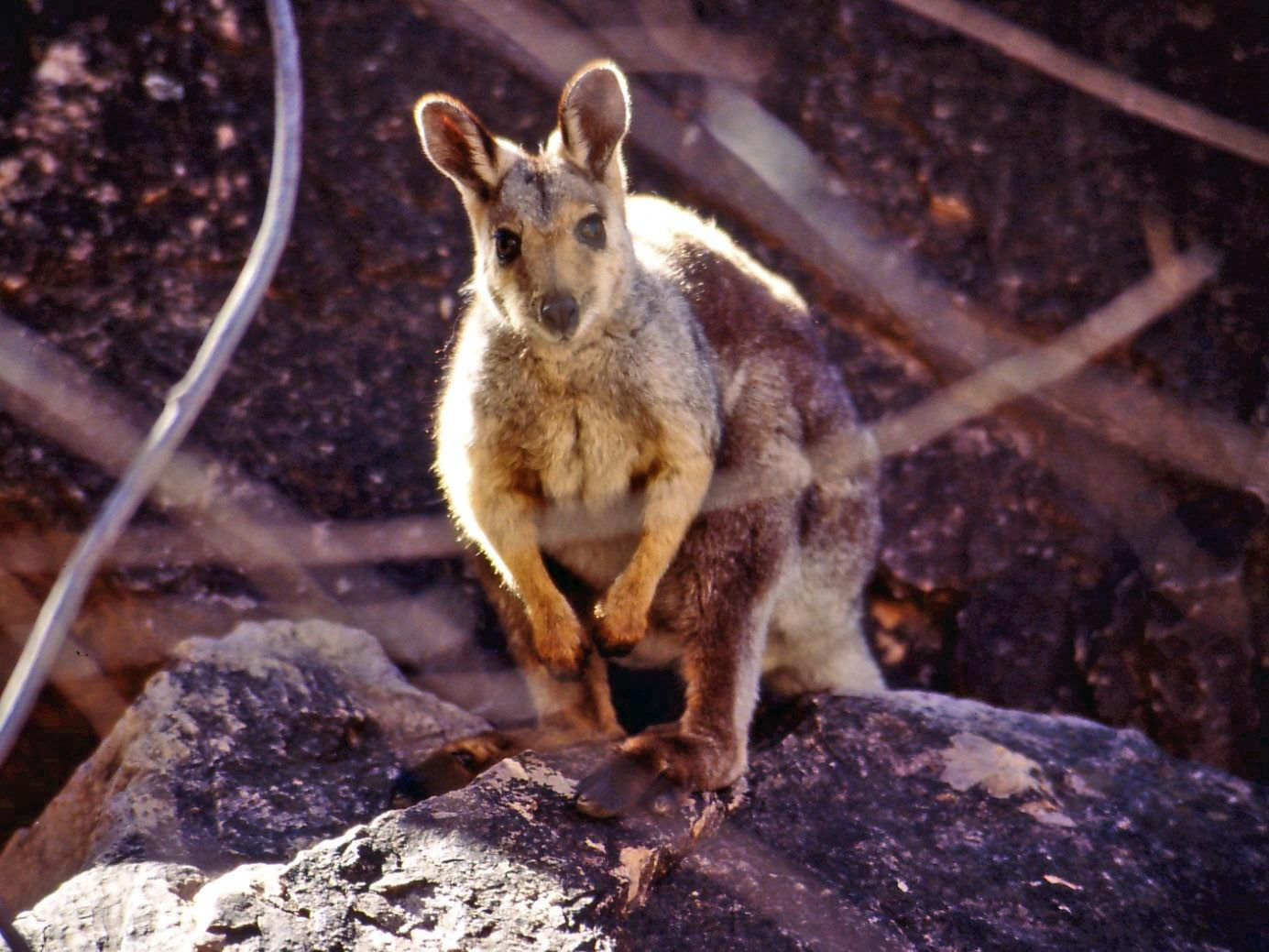
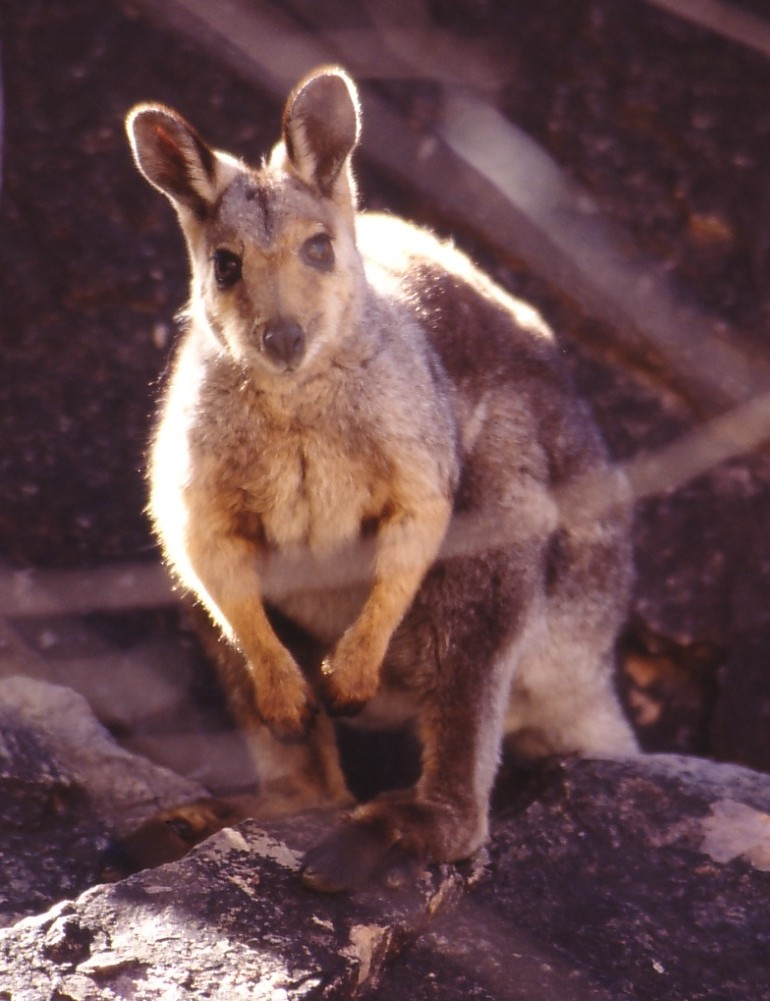
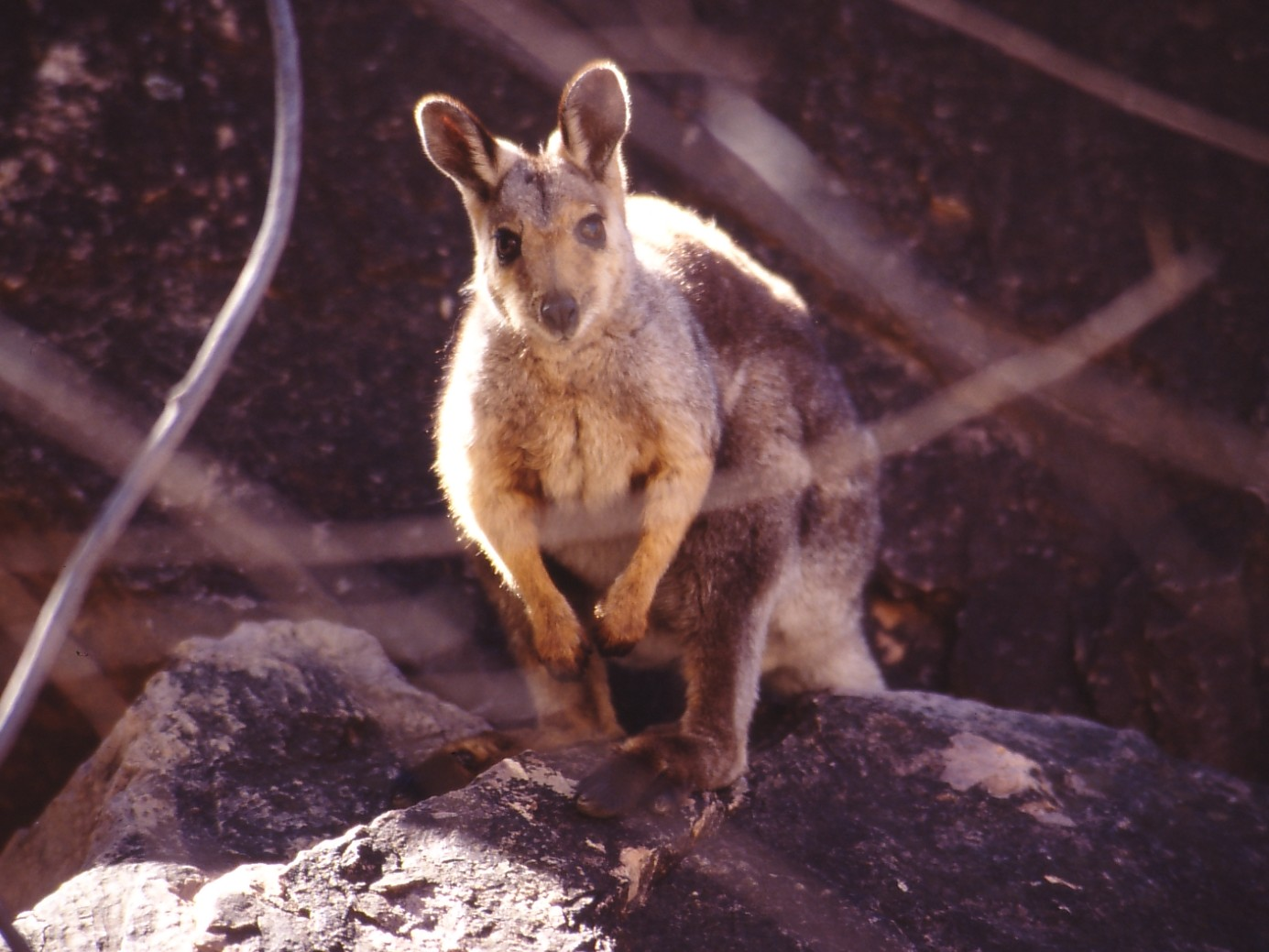